# Aeroportul Trujillo
Aeroportul Trujillo (IATA: TJI, ICAO: MHTJ) este un aeroport din Trujillo⁠(d), Colón, Honduras.
Situat la o altitudine de 1 m, aeroportul dispune de o singură pistă.